# Gollova škola

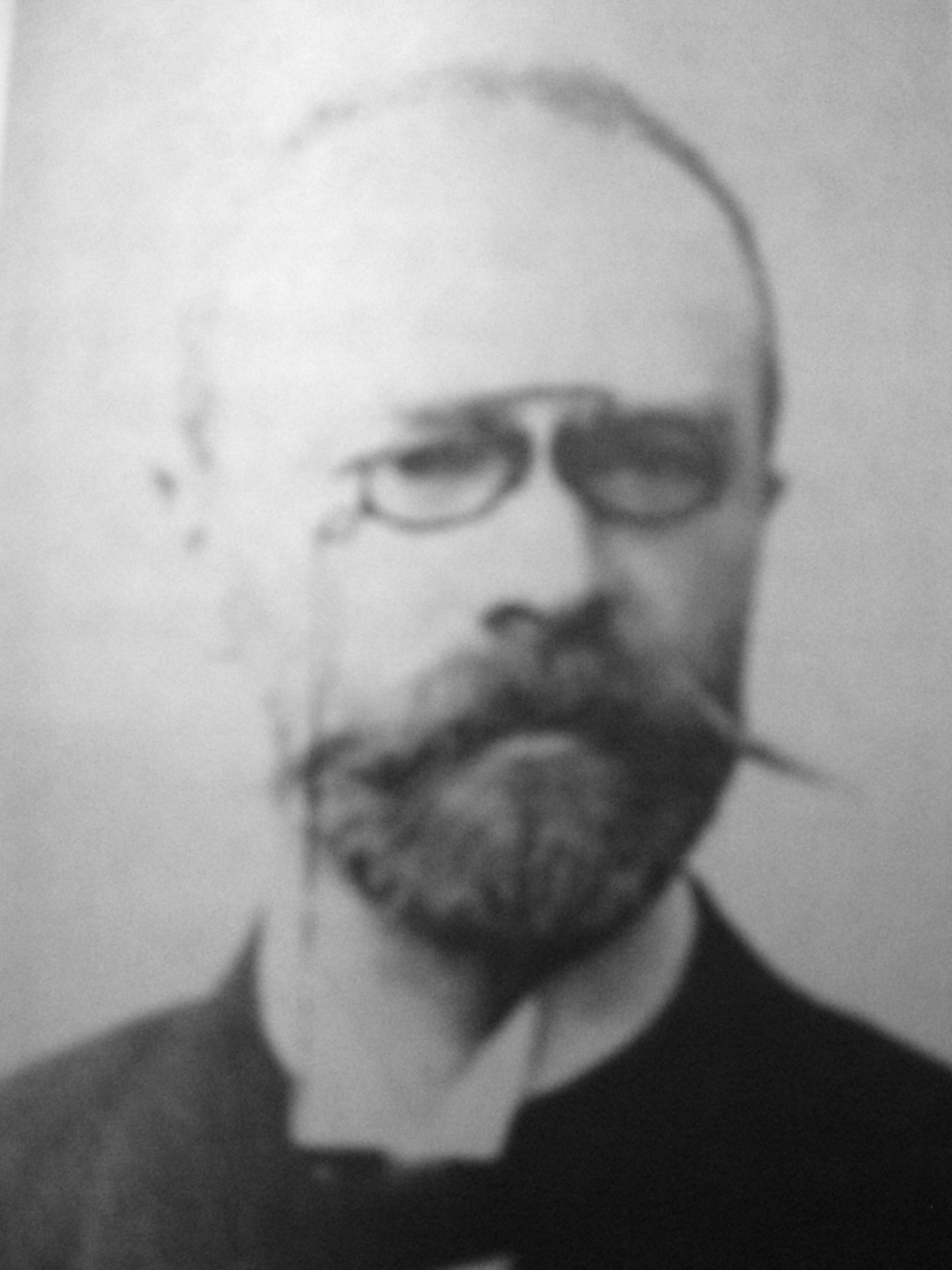
Jaroslav Goll

Tzv. „Gollova škola“ je označení pro skupinu historiků, které vyškolil vysokoškolský profesor historie Jaroslav Goll (1846–1929). Goll kladl velký důraz na kvalitu vědecké práce, jež se má zakládat na řádném studiu pramenů, a také na vysvětlování českých dějin v evropském kontextu. Nejednalo se však o homogenní skupinu následovníků, neboť je rozdělovala názorová a národně-politická a později sociálně-politická hlediska.
Nejblíže stál Gollovi Josef Pekař, jenž se stal také nejaktivnějším Gollovým obhájcem ve sporu o smysl českých dějin. Postavil se proti Masarykově filosofické koncepci, že české národní obrození přímo navazovalo na husitství. Rovněž se stavěl opatrně vůči prvorepublikovému radikalismu, hlásající hesla o „odčinění Bílé hory“. Úkolem dějepisce je podle něj „umělecky oživit vědecky probádanou minulost“. Pekař se také soustředil na hospodářské a sociální dějiny, podobně jako jeho kolega Josef Šusta.
Jiným směrem se vydal Václav Novotný, který se věnoval spíše jen politickým a náboženským dějinám. Stal se příznivcem Masarykova politického realismu, do sporu o české dějiny však nezasáhl, ačkoli Masarykovo tvrzení o návaznosti národního obrození na husitství po důkladném prozkoumání dějin husitství považoval za nevěrohodné. Také se mnohem více než Pekař vracel k Palackého závěrům, ačkoli Goll požadoval jejich revizi.
Ještě více se na Masarykovu stranu přiklonil Ladislav Karel Hofman, který dějiny charakterizoval jako neustálé střetávání humanity s násilím a požadoval větší angažovanost historiků. Kamil Krofta soustřeďující se především na středověké dějiny se zprvu proti Masarykovi stavěl, avšak po roce 1918 dokázal ocenit etickou hodnotu Masarykova díla, a později dokonce začal pracovat v diplomacii. Nesouhlasil s Pekařovým voláním po revizi Palackého, stejně jako s jeho hodnocením husitství.
Zcela zvláštním Gollovým žákem byl Zdeněk Nejedlý, jehož ovlivnil také Otakar Hostinský a Masaryk. Vstoupil do sporu o smysl českých dějin, kde se snažil popsat vývoj tohoto sporu a najít smíření mezi Pekařem a Masarykem. Postupem doby však Nejedlý stále více inklinoval k marxismu a komunismu a po svém pobytu v Sovětském svazu začal prosazovat názor, že idea komunismu těsně navazuje na české národní obrození. Značně nepodloženými tvrzeními se Nejedlý odklonil od Gollem zdůrazňované přísné vědecké práce a položil základy české marxistické historiografie.

## Podmínky vzniku Gollovy školy

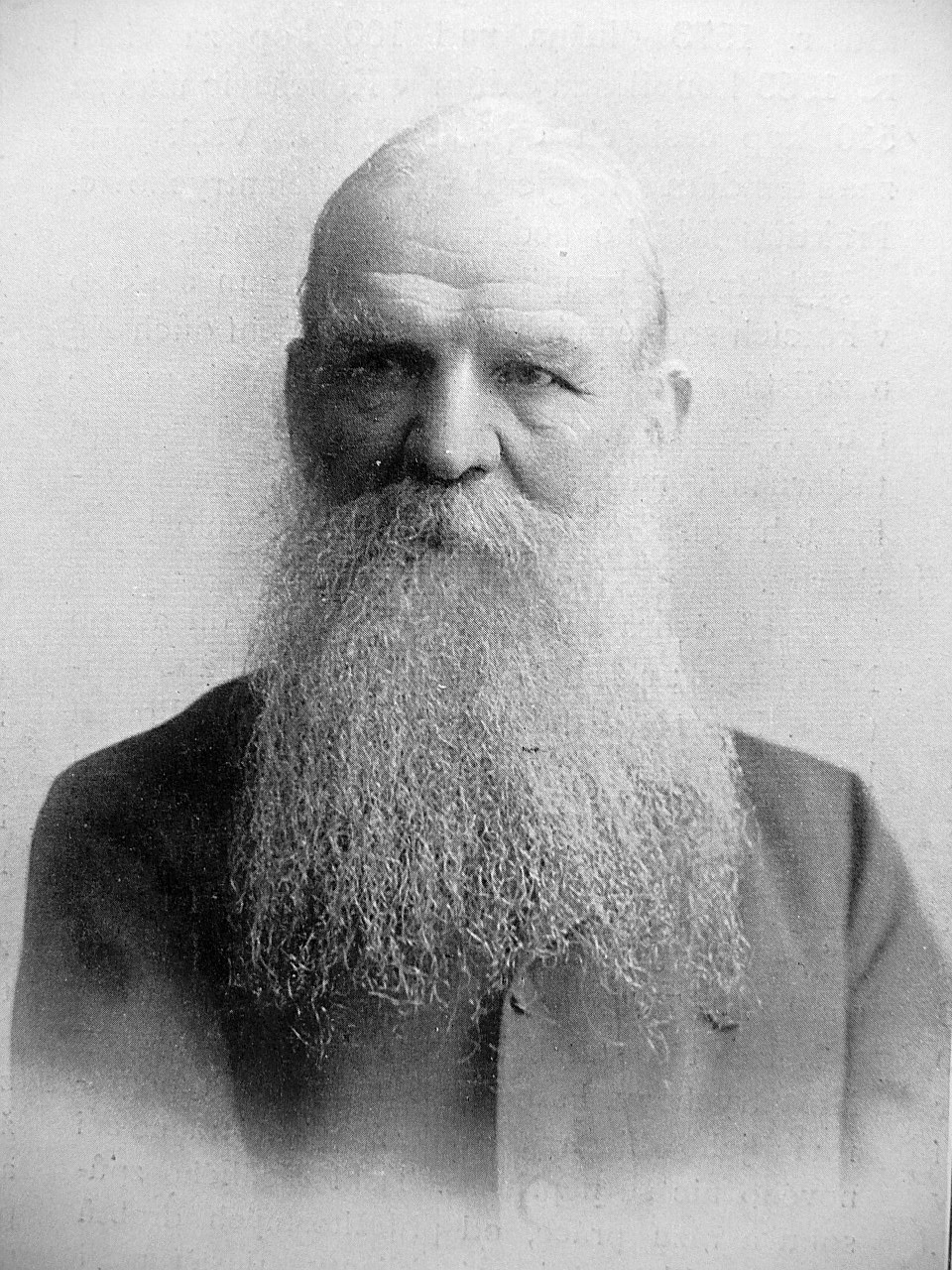
Josef Hlávka, mecenáš z jehož daru vznikla například Česká akademie císaře Františka Josefa I. pro vědu, slovesnost a umění

### Profesor Goll
Jaroslav Goll (1846–1929) znamenal pro českou historiografii, podobně jako dříve Palacký, obrat. Spolu s Václavem Vladivojem Tomkem, Josefem Emlerem, Antonínem Rezkem a Josefem Kalouskem byl jedním z prvních profesorů historie na české části rozdělené pražské univerzity. Na rozdíl od Palackého sice nevytvořil monumentální dílo, jeho učitelská činnost s důrazem na vědeckou kvalitu však ovlivnila celou generaci jeho žáků natolik, že se hovoří o „Gollově škole“.
Goll se distancoval od ideovosti a velkých filosofických koncepcí. Přispěl k propojení české a evropské historiografie: stýkal se se zahraničními historiky, psal do zahraničních periodik a hlavně podnítil zájem českých historiků o obecné dějiny, kterým se v českém prostředí doposud příliš velká pozornost nevěnovala. To ovšem také znamenalo, že historikové začali docházet k závěru, že český národ a jeho dějiny nejsou v evropském kontextu až zas tak výjimečné, jak se dřívější nacionální historikové domnívali. Apolitičnost, konzervativnost a přísná vědeckost však Golla přivedla do sporu s Masarykem a po vzniku Československa se dostal do izolace.
Název „Gollova škola“ je oprávněný do té míry, že se jednalo o Gollovy žáky, kteří přejali základní vědecké principy prosazované Gollem. Nejednalo se však v žádném případě o homogenní skupinu žáků, neboť již brzy se začaly ukazovat některé významné rozdíly mezi Gollovými následovníky, kteří mnohdy kráčeli jiným směrem než Goll, takže se v některých otázkách proti svému učiteli stavěli. Jedním z důležitých dělicích faktorů byl politický názor: před rokem 1918 zejména v otázce národnostní, poté v otázce sociální. Štěpicích hledisek však bylo samozřejmě více. Gollovy žáky lze rozdělit hrubě do čtyř základních proudů: konzervativní „Pekařova“ linie, progresivní „Novotného“ linie, Masarykovská linie a skupina historiků, kteří stáli na rozhraní těchto skupin, ať už nevědomě, nebo zcela cíleně s úmyslem najít nějaký jednotící prvek všech těchto proudů.

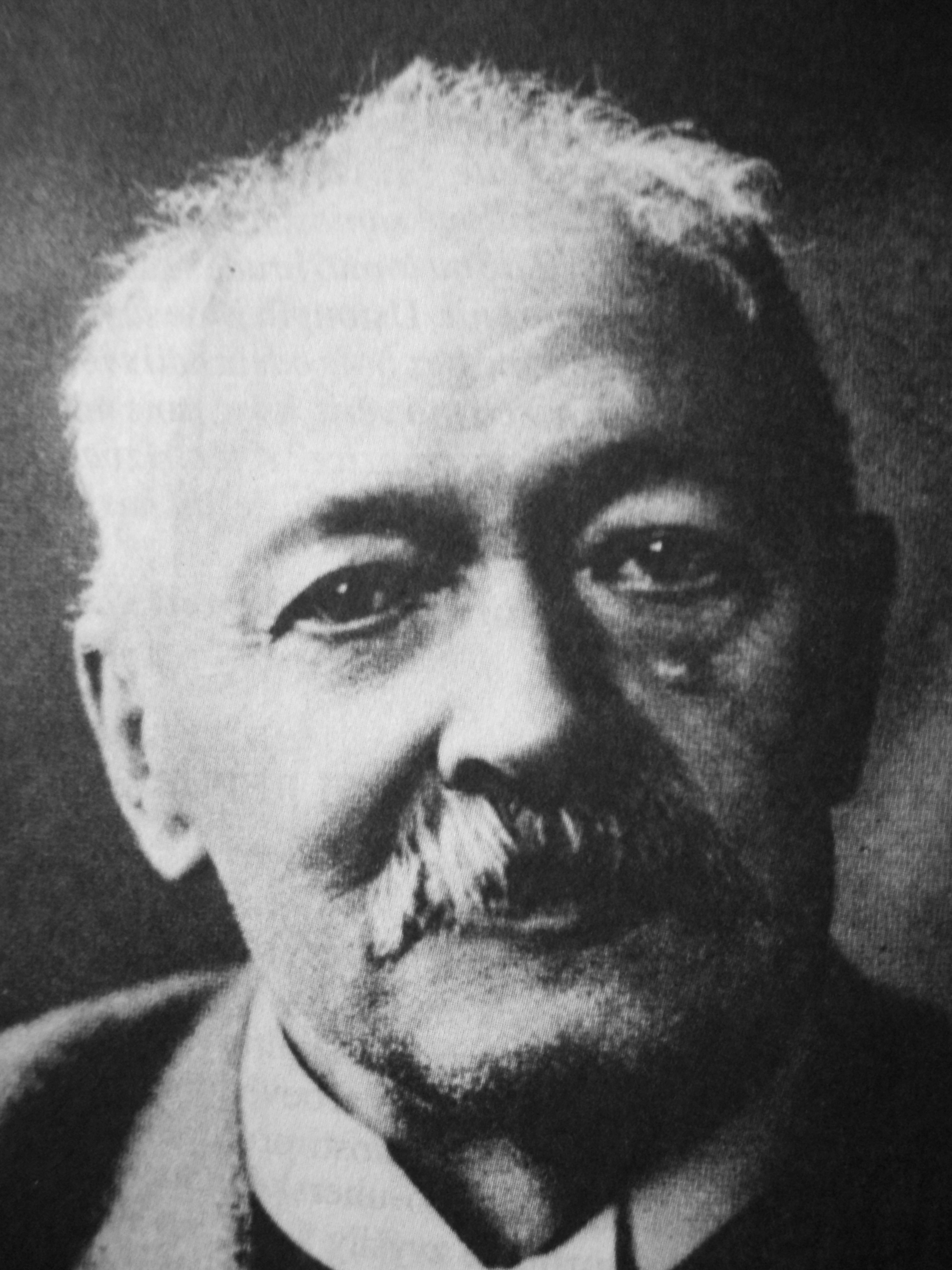
Josef Pekař

### Kontext působení Gollových žáků
V období prvních desetiletí 20. století se česká historiografie ubírala poněkud odlišnou cestou než v západní Evropě. Ve světě byla historie obviňována, že nebyla magistra vitae („učitelkou života“), neboť nedokázala předvídat zásadní dějinné události jako první světovou válku nebo ruskou revoluci a jen rozdmýchávala nacionální vášně, což znamenalo definitivní konec historismu.
V českých dějinách to však bylo jinak. Mnohé politické strany se dovolávaly české historie, kvůli zdůvodnění ať už své existence nebo svého programu. Snaha českých stran o dosažení autonomie byla nad očekávání naplněna vznikem Československa. Historici museli odpovídat na mnoho otázek, například na otázku viny a odčinění Bílé hory nebo na otázku po smyslu českých dějin. Historikové se při své práci mohli opřít jednak o dotace od státu, o oživenou ediční činnost (Prameny dějin moravských, Archiv bratrský), o odborná periodika, o Ottův slovník naučný a v neposlední řadě o vědecké instituce (Česká akademie císaře Františka Josefa I. pro vědu, slovesnost a umění, Gesellscheft zur Förderung deutscher Wissenschaft, Kunst und Literatur in Böhmen).

## Konzervativní linie: Pekař a Šusta
První skupina Gollových žáků byla politicky konzervativnější. Její představitelé si byli vědomi mezí pozitivistické historiografie a zjištěná historická fakta pro ně znamenala jen prostředek k rekonstrukci dějinné skutečnosti. Na rozdíl od Golla proto spíše než k detailní analýze jednotlivých problémů tíhli k syntetickému podání dějin. Naopak na Golla tento proud navazoval ve snaze zasadit české dějiny do evropského kontextu, přičemž se snažil postihnout nejen politické, nýbrž také hospodářské a sociální dějiny. Navzdory nevoli veřejného mínění se tato skupina historiků nebála revidovat závěry Palackého, jak to ostatně požadoval Goll.

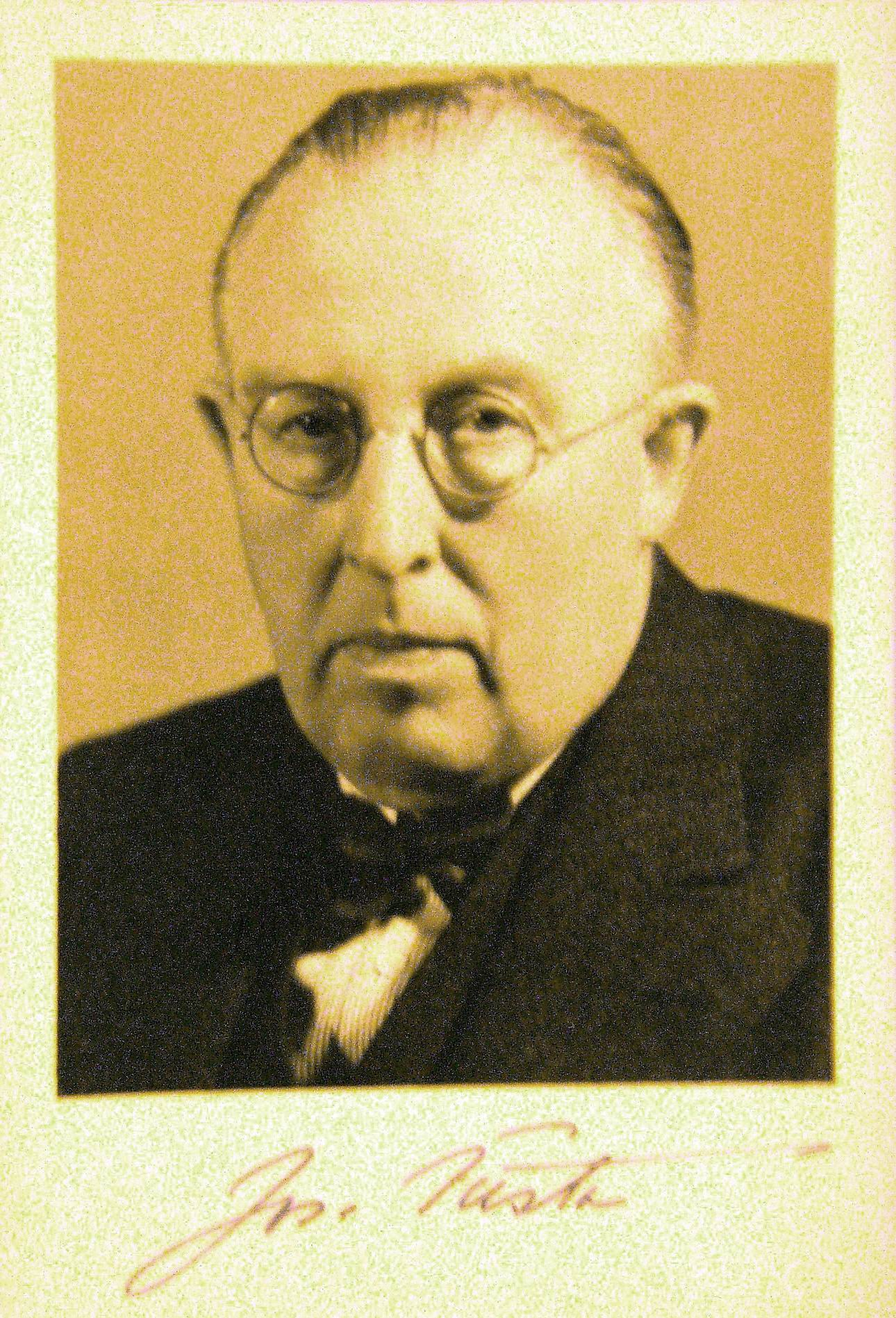
Josef Šusta

Josef Pekař (1870–1937) se ke Gollovi hlásil z jeho žáků nejvíce a stanul v čele katedry rakouských dějin, jež se po roce 1918 přeměnila na katedru československých dějin. Dějepisec by podle něj měl „umělecky oživit vědecky probádanou minulost“. V tomto duchu se také snažil pojednat o bělohorském dění, svatováclavských legendách, husitství (Žižka a jeho doba) i agrárních dějinách (Kniha o Kosti).
Pekař se také velmi angažoval ve sporu o smysl českých dějin, když kritizoval Masarykovo nábožensko-filosofické pojetí českých dějin a tvrdil, že jednotící myšlenkou všech doby nebylo náboženství, nýbrž národní myšlenka. Brání proti útokům svého učitele Golla a odmítá vnášet představy přítomnosti do minulosti. V předválečném období sice podporoval českou autonomii v rámci rakouské monarchie, po první světové válce se však velmi opatrně díval na poválečný radikalismus a na hlásání hesel, že vznikem Československa byla konečně „odčiněna Bílá hora“. Tato zkušenost a lepší poznání pramenů jej pak přivedly k přehodnocení husitství: již se nejednalo o počátek demokratického novověku, jak dříve tvrdil, ale Žižka byl naopak náboženským fanatikem.
Josef Šusta (1874–1945) se rovněž zaměřil na hospodářské dějiny a po Gollově odchodu se roku 1910 stal profesorem všeobecných dějin. Vytvořil také rozsáhlé syntézy (zejména několik dílů řady České dějiny), byť některé závěry jsou pouze hypotetické. Pro potřeby diplomatů vzniklého Československa sepsal několik příruček (Dějiny Evropy v letech 1812–1870), v nichž prokázal znalost zahraniční literatury a dobových materiálů. Rovněž se pokusil shrnout dějiny dosavadní historiografie (Dějepisectví: jeho vývoj v oblasti západní ve středověku a době nové).

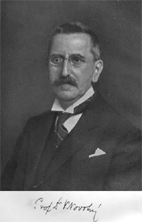
Václav Novotný

## Progresivní linie: Novotný a Bidlo
Politicky progresivnější skupina Gollových žáků se podobně jako Goll věnovala spíše jen politickým a náboženským dějinám. I přes přísný pozitivistický přístup dala tato skupina vzniknout několika významným syntetickým dílům. Oproti „Pekařově“ linii však historici progresivní linie více zůstávají věrni Palackému a jsou méně ochotni přehodnotit jeho závěry.
Václav Novotný (1868–1932) se orientoval na nejstarší české dějiny a dobu husitskou a stal se profesorem českých dějin na pražské univerzitě. V díle Náboženské hnutí české ve 14. a 15. století podrobně sledoval různé proudy v rámci husitství a došel k závěru, že Hus byl pravověrným katolíkem. Stal se příznivcem Masarykova politického realismu, což mělo také vliv na jeho odborná stanoviska, do sporu o smysl českých dějin se však nezapojil, ačkoli Masarykovu stěžejní teorii, že obrozenci ideově přímo navazovali na Husa považoval za nepřesvědčivé. Také Novotný podobně jako Šusta sepsal několik dílů řady České dějiny, a to k nejstarším českým dějinám.
Jaroslav Bidlo (1868–1937) krom historie studoval také katolickou teologii, a to nejen v Praze, ale také v Krakově, Moskvě a Petrohradě. Zaměřil se především na dějiny Jednoty bratrské, východních Slovanů a Byzance. V jeho Dějinách Slovanstva je zřetelný vliv slavjanofilství.

## Masarykovská linie
Masaryk ať už svou filosofií nebo politikou inspiroval nemálo historiků. Ladislav Karel Hofman (1876–1903) zkoumal nacionalismus a dějiny charakterizoval jako neustálý boj mezi humanitou a násilím. Odmítal čistě popisnou historiografii a tvrdil, že historické vědění má být plodné a historie má „stát stráž“.
Kamil Krofta (1876–1945) působil v českém zemském archivu a roku 1912 se stal profesorem rakouských dějin na pražské univerzitě. Soustředil se především na středověké dějiny a spolu s Janem Bedřichem Novákem pracoval na edici Sněmů českých. V Gollově duchu se snažil neustále hledat v českých dějinách evropské souvislosti. Později začal pracovat v diplomacii, avšak i v zahraničí se snažil o propagaci českých dějin. Ve sporu o smysl českých dějin se zprvu postavil proti Masarykovi, po válce však dokázal ocenit etickou hodnotu jeho díla. S Pekařovým voláním po revizi Palackého nesouhlasil, stejně jako s jeho hodnocením Žižky jako náboženského fanatika. Vyvracel také Pekařovo tvrzení, že u Husa byla místo náboženství zásadní národní myšlenka.
Také Julius Glücklich (1876–1950) díky svému zájmu o filosofii zaujal stanovisko mezi Gollem a Masarykem. Stal se prvním profesorem novověkých dějin na brněnské univerzitě a orientoval se na studium reformace a křesťanských sekt. Zdeněk Václav Tobolka se pak přímo angažoval v Masarykově politické straně, což jej přivedlo ke studiu nejnovějších českých dějin.

## Osobitý žák: Nejedlý

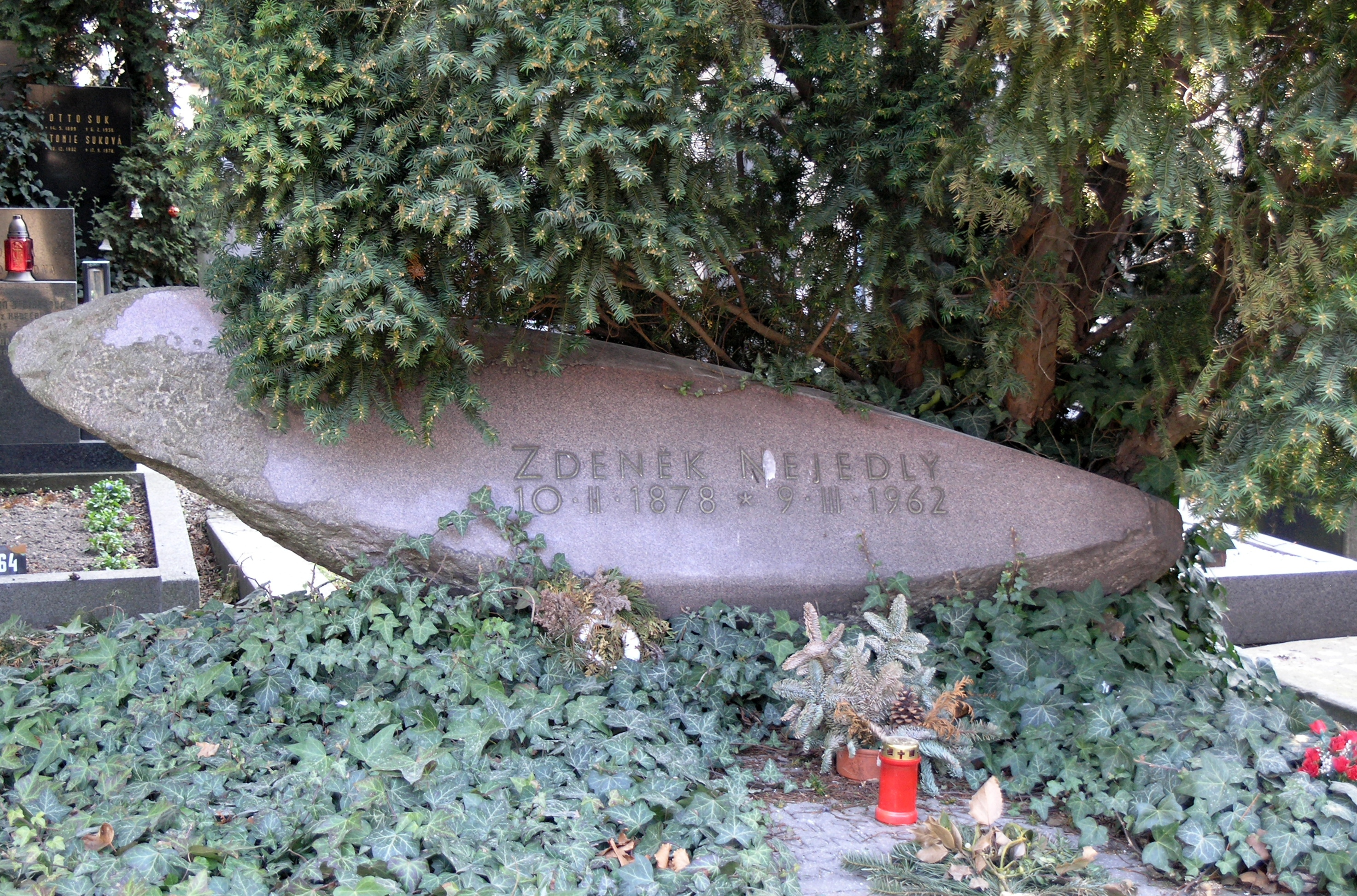
Hrob Zdeňka Nejedlého na Vyšehradském hřbitově

Zdeněk Nejedlý (1878–1962) převzal Gollovu metodologii, pod vlivem Otakara Hostinského ovšem inklinoval k hudební vědě, jejímž profesorem se také později stal. Nezanedbatelný vliv měl na Nejedlého také Masaryk. Zaměřil se na téma husitství, dějiny českého zpěvu ve středověku a konečně na husitskou liturgii, aby vyvrátil tvrzení, že se jednalo o úpadkový jev. Významný je jeho vstup do sporu o smysl český dějin, kde se snažil vysvětlit dějiny sporu a smířit Pekařovo a Masarykovo stanovisko.
Nejedlý však postupem doby stále více inklinoval k marxismu a komunismu, začal bojovat proti „pravičáctví“, obhajovat bolševickou revoluci a také se pustil do obsáhlých biografií Lenina, Stalina i Masaryka. Roku 1939 nakonec odešel do Sovětského svazu, kde se na Lomonosovově univerzitě stal profesorem slovanských dějin. Sepsal dílo Komunisté – dědici velkých tradic českého národa a snažil se prosadit myšlenku, že idea komunismu vlastně navazuje na národní obrození. Mnohá z jeho děl obsahují sporná a neověřitelná tvrzení, přesto mají zásadní význam, neboť jimi vyznačil cestu české marxistické historiografii.